# Fast Fut
Fast Fut es un programa de televisión deportivo español que se emite en Teledeporte. Está presentado por David Figueira y comenzó a emitirse para la temporada 2016-17.
El título del programa es un juego de palabras que combina "fútbol" y fast food (‘comida rápida’), en referencia a que tiene una duración de 30 minutos, más corta que otros programas similares.

## Programación
El programa está dedicado a los resúmenes de la Primera División y de la Segunda División, y a la actualidad del fútbol. En cada programa además se analiza la polémica de cada jornada con la ayuda de Julio Salinas. También se hace un recopilatorio de las mejores paradas y los mejores goles de cada jornada.
A partir de la temporada 2017-18 el programa está dividido en dos, el dedicado a Primera División y otro dedicado a la LaLiga Smartbank que presenta Paco Grande.